# Crucero universitario por el Mediterráneo de 1933
El crucero universitario por el Mediterráneo de 1933 hace referencia al viaje de estudios que, durante el verano de 1933, realizaron cerca de doscientas personas entre catedráticos, profesores universitarios, alumnos de diversas facultades y organizadores (entre ellos profesores relevantes y alumnos que posteriormente serían primeras figuras de la vida cultural, artística y creadora de la sociedad española). El carácter innovador del proyecto residía en un curso de Humanidades impartido a bordo y poder estudiar, in situ, los orígenes de la civilización europea.

## Historia
La Segunda República Española marcó un hito sin precedentes en la educación española gracias a la Institución Libre de Enseñanza. Desde 1876 hasta la guerra civil de 1936, la ILE se convirtió en el centro de gravedad de toda una época de la cultura nacional y en cauce para la introducción en España de las más avanzadas teorías pedagógicas y científicas que se estaban desarrollando fuera de sus fronteras.
El «Crucero Universitario del Mediterráneo» planteaba, ante todo, unas nuevas propuestas educativas. Los jóvenes fueron sacados de su entorno habitual, de su modo de recibir lecciones tradicionales, a base de clases magistrales en aulas convencionales. Se convirtió el barco en un aula y se inició un recorrido externo que propició los propios recorridos internos. 
El buque se llamaba Ciudad de Cádiz y recorrió durante cuarenta y ocho días los principales yacimientos arqueológicos del Mediterráneo. Al mando del capitán Jaime Gelpi Verdaguer, visitó los puertos de Túnez, Susa, La Valetta (Malta), Alejandría, Haiffa, Candia (Creta), Rodas, Smirna, Constantinopla, Salónica, Atenas, Nauplia, Itea, Catácolo, Siracusa, Palermo, Nápoles y Palma de Mallorca.
El clima se presentaba muy propicio para la materialización de un proyecto que fue ideado, proyectado y dirigido por el decano de la Facultad de Filosofía y Letras de la Universidad Central de Madrid, Manuel García Morente, y cuya presentación al Consejo de Ministros corrió a cargo de Fernando de los Ríos, que ocupaba el Ministerio de Instrucción Pública y Bellas Artes. Intelectuales profesores como Manuel Gómez-Moreno, Elías Tormo y Monzó, Mercedes Gaibrois de Ballesteros, Antonio García y Bellido, Enrique Lafuente Ferrari, Felipa Niño Más, Julio Martínez Santa-Olalla, Juan Zaragüeta y el muy joven Guillermo Díaz-Plaja tuvieron una activa participación en el viaje.
El Fondo Bravo, de la Escuela Técnica Superior de Arquitectura de Madrid, contiene una excelente colección de fotografías del crucero realizadas por  Pascual Bravo.

## Pasajeros
1. Francisco Adelle Farré, estudiante.
2. Carmen Aguado Balseiro, estudiante.
3. José Albiñana Moltó, estudiante.
4. Martín Almagro Basch, estudiante.
5. Carlos Alonso del Real, estudiante.
6. Mª Paz Álvarez Buylla Rodríguez, estudiante.
7. Pablo Alvárez Rubiano, estudiante.
8. Carmen Ambroj, profesor.
9. Ángel Apráiz Buesa, profesor.
10. Avelino Aróztegui Bastoure, estudiante.
11. Mercedes Artiñano Mullereras, estudiante.
12. Antonio Ballesteros Beretta, profesor.
13. Manuel Ballesteros Gaibrois, profesor.
14. Mª Paz Barbero Rehollado, estudiante.
15. Ángela Barnés González, estudiante.
16. Ángela Beida Soler, estudiante.
17. Sebastián Benítez Lumbreras, estudiante.
18. Jacobo Bentata Sabah, del turismo.
19. Teresa Bermejo Zuazua, estudiante.
20. Mª Desamparados Blasco Alonso, estudiante.
21. Virgilio Botella Pastor, estudiante.
22. María Braña de Diego, estudiante.[2]
23. Pascual Bravo Sanfeliú, profesor.
24. Encarnación Cabré Herreros, estudiante.
25. José Campos Arteaga, estudiante.
26. Ángela Campos Arteaga, estudiante.
27. Emilio Camps Cazorla, profesor.
28. Juan Capdevila Elías, estudiante.
29. Catalina Carnicer Guerra, estudiante.
30. Juan de Mata Carriazo Arroquía, profesor.
31. José Casanova Tejera, estudiante.
32. Domingo Casanovas Pujadas, profesor.
33. María Castelo Biedma, estudiante.
34. Ángela Castro Brabo, estudiante.
35. María Celma Villares, estudiante.
36. Josefa Chaume Aguilar, estudiante.
37. Fernando Chueca Goitia, estudiante.
38. Joaquina Comas Ros , estudiante.
39. María Comas Ros, estudiante.
40. Guillermo Díaz-Plaja Contestí, profesor.
41. Luis Díez del Corral, estudiante.
42. Haroldo Díez Terol, del turismo.
43. Ángel Durán Miranda, estudiante.
44. Dolores Enríquez Arranz, estudiante.[2]
45. Joaquín de Entrambasaguas, profesor.
46. Salvador Espriu i Castelló, estudiante.
47. Francisco Esteve Gálvez, estudiante.
48. Francisco Farré Codina, estudiante.
49. Dionisio Fernández Fernández, estudiante.
50. Rafael Fernández Huidobro, estudiante.
51. Joaquín Fernández Marqués, estudiante.
52. María del Pilar Fernández Vega, profesora.
53. Luisa Frías Cañizares, estudiante.
54. Rosario Fuentes Pérez, estudiante.
55. Luisa Fuertes Grasa, estudiante.
56. Mercedes Gaibrois de Ballesteros, profesor.
57. Carmen Galán Bustamante, estudiante.
58. Francisco Galiana Serra, estudiante.
59. María Luisa Galván Cabrerizo, estudiante.[2]
60. Elisa García Aráez, estudiante.
61. Aurora García Castilla, estudiante.
62. Ramón García Linares, profesor.
63. José García López, estudiante.
64. Carmen García de Diego López, estudiante.
65. Isabel García Lorca, estudiante.
66. Antonio García y Bellido, profesor.
67. Magdalena Garretas Sastre, estudiante.
68. Emilio Garrigues Díaz Cañabate, estudiante.
69. Esmeralda Gijón Zapata, estudiante.
70. Luisa Gil Fernández de la Pradilla, estudiante.
71. Fernando Giménez Gregorio, estudiante.
72. Ana María Giménez Ramos, estudiante.
73. Carmen Giménez Ramos, estudiante.
74. Enriqueta Giménez Ramos, estudiante.
75. Luis Gómez Estern, estudiante.
76. Manuel Gómez-Moreno, profesor.
77. María Elena Gómez Moreno, estudiante.
78. Blanca González de Escandón Ruiz de Angulo, estudiante.
79. Lorenzo González de Iglesias, estudiante.
80. Eloisa González del Valle y Álvarez, estudiante.
81. Pascual González Miguel, estudiante.
82. Ángel González Palencia, profesor.
83. Pedro Miguel González Quijano, estudiante.
84. Ofelia Gordón Carmona, estudiante.
85. Matilde Goulard de la Lama, estudiante.
86. Manuel Granell Muñiz, estudiante.
87. Julio Guillén Tato, profesor.
88. Carmen de Haro García, estudiante.
89. Rosario Haussmann, estudiante.
90. María de los Dolores Hernández Prado, estudiante.
91. Francisco Hernández Rubio, estudiante.
92. Josefa Hernández Sampelayo, estudiante.
93. María Luisa Herrera Escudero, estudiante.[2]
94. Juan Hurtado Gómez de la Serna, profesor.
95. Baltasar Isarza Calderón, estudiante.
96. Juliana Izquierdo Moya, profesor.
97. Ernesto Jiménez Navarro, estudiante.
98. Fernando Jiménez Placer Suárez, estudiante.
99. Julián Jimeno Moya, estudiante.
100. Paulina Junquera de Vega, estudiante.
101. Enrique Lafuente Ferrari, profesor.
102. Pilar Lamarque de Varela, archivera.
103. Javier Lasso de la Vega, profesor.
104. Isabel Linares de Lasso de la Vega, profesor.
105. José  López de Toro, profesor.
106. Concepción López Morales, estudiante.
107. Tomás  Machedo Méndez, estudiante.
108. Juan Magallón Ferrer, estudiante.
109. María Magallón Ferrer, estudiante.
110. Mercedes Magallón Ferrer, estudiante.
111. Manuela Manzanares López, estudiante.
112. José Mª Mañá de Angulo, estudiante.
113. Belén Marañón Moya, estudiante.
114. Gregorio Marañón Moya, estudiante.
115. Julián Marías Aguilera, estudiante.
116. Manuel Martínez Camaró, estudiante.
117. Emilia Martínez González, estudiante.
118. Pilar Martínez González, estudiante.
119. Julio Martínez Santa Olalla, profesor.
120. José Antonio Martínez Vara, estudiante.
121. Antonio Matilla Tascón, estudiante.
122. Ana María Mato Pardo, estudiante.
123. Susana Maura Salas, enfermera.
124. Gonzalo Menéndez-Pidal Goyri, estudiante.
125. Cayetano de Mergelina y Luna, profesor.
126. Isabel Clarisa Millán García, estudiante.[nota 3]
127. Juana Molina Fajardo, estudiante.
128. Mercedes Montañola Garriga, estudiante.
129. Carmen Moral López, estudiante.
130. Sebastián Morales Viera, estudiante.
131. Conrado Morterero Simón, estudiante.
132. Pilar Navarro de García de Linares, profesor.
133. Felipa Niño Más, profesor.
134. Ramón Núñez Gómez, estudiante.
135. Hugo Obermaier, profesor.
136. Dolores Olivera López, estudiante.
137. María Luisa Oliveros Rives, estudiante.[2]
138. Soledad Ortega Spottorno, estudiante.
139. María Ortiz Repiso Eulate, estudiante.
140. Carmen de Ortueta Martínez, estudiante.
141. Adela Palacios Gros, estudiante.
142. Salvador Pascual Gimeno, estudiante.
143. Juan Pérez de Ayala Rick, estudiante.
144. Luis Pericot García, profesor.
145. Encarnación Plans Sanz, estudiante.
146. Manuel Polo de Azcoitia, estudiante.
147. Juana Quílez Martí, estudiante.
148. Rosario Rahola de Espona, estudiante.
149. Pilar Rais Egerique, estudiante.
150. José Relaño Lapuebla, estudiante.
151. Laura de los Ríos Giner, estudiante.
152. Carmen Rivas Abad, estudiante.
153. Eduardo Robles Piquer, estudiante.
154. Elena Rodríguez Danilewsky, estudiante.
155. Rosa Rodríguez de Tormo, profesor.
156. Luis Rodríguez de Viguri, estudiante.
157. Aurina Rodríguez Galindo, estudiante.
158. Antonio Rodríguez Huéscar, estudiante.
159. Julia Rodríguez Mata, estudiante.
160. Ramón Rodríguez Roda, estudiante.
161. Bartomeu Rosselló-Pòrcel, estudiante.
162. Arturo Ruiz Castillo Basala, estudiante.
163. Julio Ruiz Olmos, estudiante.
164. Francisca Ruiz Pedroviejo, estudiante.[2]
165. Josefa Salvatierra de las Peñas, estudiante.
166. Pilar Sánchez Olondris, estudiante.
167. Daniel Sánchez Puch, estudiante.
168. Rafael Sánchez Ventura, profesor.
169. Luis Sanz Suárez, estudiante.
170. Vicente Saralegui Lizarraga, estudiante.
171. Dolores Solá Creus, estudiante.
172. Teodoro Soria Hernández, profesor.
173. Concepción Taboada Bonastre, estudiante.
174. Blas Taracena Aguirre, profesor.
175. José María Tejero Benito, estudiante.
176. Amelia Tello Valdivieso, estudiante.
177. Amalia Tineo Gil, estudiante.
178. Juan Tormo Cervino, profesor.
179. Elías Tormo y Monzó, profesor.
180. Antonio Tovar Llorente, estudiante.
181. Enriqueta Trimollet Santure, estudiante.
182. Justo Tur Puget, estudiante.
183. María Ugarte España, estudiante.
184. Filomena de Urzáiz Durán, estudiante.
185. José Luis Valcárcel Sáenz, estudiante.
186. María Luisa Vázquez de Parga Iglesias, estudiante.[2]
187. Jaime Vicens Vives, estudiante.
188. Luis Villaba Olaizola, estudiante.
189. Juan Zaragüeta y Bengoechea, profesor.
190. Silvio Arturo Zavala Vallado, estudiante.